# 王連壽

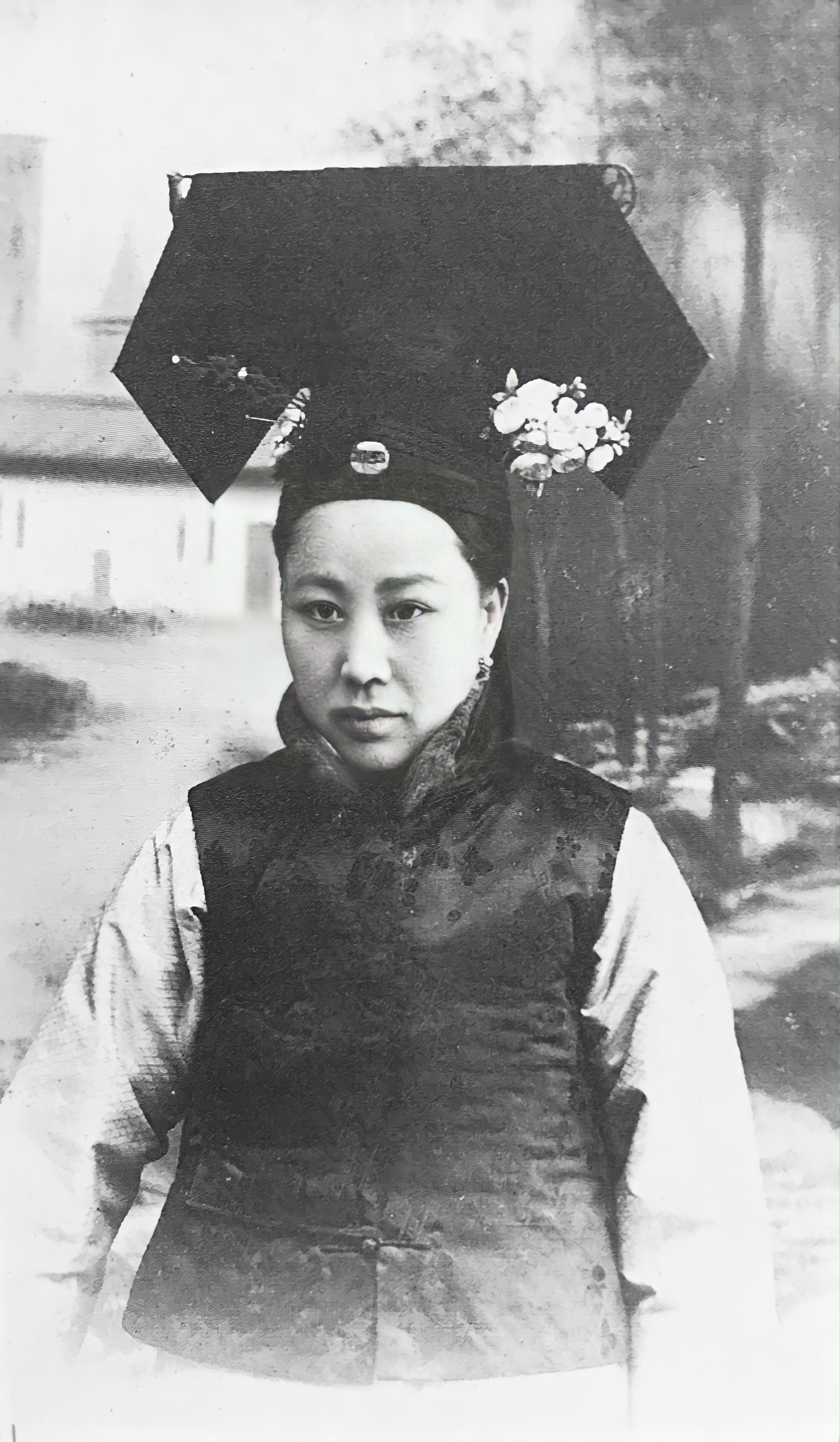
王连寿

王连寿（1886年—1946年）是溥仪的乳母，出生於清朝直隶河间府任丘县。

## 生平
王连寿乳名“狗盼”，本姓焦，她幼时家境贫苦。父亲焦升，是個普通農民，母亲是农村妇女，共有兄弟姐妹5人，她排行老四。一家只有土房3间，薄碱涝洼地4亩，常年靠租佃地主的土地维持生活。1889年，家鄉發生水災，狗盼一家外出逃生到北京，成為乞丐，靠顺天府開办的粥厂維持生活。後來粥厂被撤銷，焦家再度回到家乡。1900年，八国联军进攻北京，戰火波及河间、保定两府。狗盼逃到北京，投奔在當時北京當剃头匠的哥哥。在她刚十六岁时嫁给了一个王姓差役，並改随夫姓，起名王连寿。1906年，生下一个女儿後不久，丈夫去世。
溥儀出生後，王连寿靠著族兄內務太監焦仲升的關係進入醇王府成為溥儀的乳母。成為溥儀乳母的第三年（1908年），女兒因營養不良去世，但醇王府害怕噩耗會影響王连寿的乳汁，封鎖了這一消息。同年溥儀被慈禧太后選中繼承帝位，王连寿跟隨溥儀一同入宮。溥儀9歲斷奶後的1914年，因為受到宮中太監和宮女吵架的影響，端康太妃決定將王连寿趕出紫禁城。1923年，溥儀又再度把王连寿接回紫禁城，除了供给她一切生活费用外，还派一位太监和兩位老阿姨伺候她，後來又安排她住在北京天桥附近。1924年，溥儀被逐出紫禁城後，資助中斷。
1931年九一八事變後，溥仪成為满洲国皇帝，又派人到北平把王连寿接到长春，并讓王连寿居住在滿洲國帝宫内府旁边的一个小院，一切生活費用由溥儀承擔。1945年8月13日，王连寿随溥仪逃往通化大栗子沟。8月15日，溥仪在沈阳机场被俘后押往苏联。1946年1、2月间，东北抗日联军将婉容、李玉琴、嵯峨浩、严桐江和两个太监从临江县轉移到通化，不久王连寿和她的两个养子也被轉移到通化，並且和婉容、李玉琴、嵯峨浩等7个人住在一个大房间里。后来她们又分别住在前滿洲國公安局的一个办公楼里，東北抗日联军在該樓樓上設有辦公處。不久曾經在滿洲國帝宫内府工作的日本官吏也从大栗子沟转移到通化並被關押在办公楼里。1946年除夕后半夜，200多个日本人發動暴动，在清晨5点多钟冲进了東北抗日联军位於辦公樓楼上的办公处，双方展开枪战，王连寿的肩膀（一說手）被枪战中的一颗流弹打中，最終因出血过多而死。